# Gisement gallo-romain des Couvents
La gisement gallo-romain des Couvents est un site archéologique situé à La Chapelle-Montbrandeix, en France.

## Localisation
Le site est situé dans le département français de la Haute-Vienne, sur la commune de La Chapelle-Montbrandeix, au lieu-dit des Couvents.

## Historique
Le site des Couvents est classé au titre des monuments historiques le 22 août 1979.